# Sundered
Sundered (с англ. — «Расколотый») — компьютерная инди-игра жанра метроидвания с элементами roguelike, разработанная независимой студией Thunder Lotus Games. Игра вышла в 2017 году для персональных компьютеров и игровой приставки PlayStation 4, в 2018 году — для Nintendo Switch и Xbox One. Игрок управляет героиней по имен Эш, которая попадает в скрытый и опасный мир. Она должна выполнять задания, чтобы выбраться на поверхность. Игровой процесс делает особый акцент на том, что главная героиня должна постоянно отбиваться от вражеских атак, попутно улучшая свои боевые характеристики и таким образом имея возможность продвигаться дальше.
Разработкой игры занималась Thunder Lotus Games, известная за разработку и выпуск игры Jotun. Особенность создаваемых ими игр — вручную прорисованные анимации, вдохновлённые старой мультипликацией. Разработчики хотели создать игру о лавкрафтовских ужасах. Они сделали особый уклон на сложность игры и её реиграбельность с процедурной генерацией уровней.
Игра получила смешанные оценки со стороны игровых критиков. Они хвалили игру за её художественную эстетику. Обозревателями была отмечена чрезмерная сложность игры, некоторые рецензенты оценили динамичность игрового процесса, врагов и разнообразие способностей, которые приобретает Эш, другая часть критиков сочла постоянные сражения утомительными и ругали Sundered за дизайн уровней.

## Игровой процесс
Sundered представляет собой игру-метроидванию — двухмерный экшен-платформер, где особый акцент делается на том, что игровой персонаж должен отбиваться от постоянных атак вражеских NPC до самой своей смерти. Чем дольше игрок задерживается на уровне, тем больше игра генерирует вражеских персонажей.

Главная героиня отбивается от полчища врагов

Уничтожая врагов, Эш приобретает эликсиры здоровья и кристаллы, которые требуются для улучшения характеристик героини, включая силы атаки, уровень здоровья и т. д.. Таким образом прохождение в игре — это циклы, которые увеличиваются вместе с улучшением характеристик игрового персонажа. Дополнительные навыки открывают доступ к раннее скрытым локациям. Игровые уровни в Sundered созданы посредством процедурной генерации и каждый раз меняются после смерти героини. Карта отображает заблокированные пути и дверные проемы, которые можно исследовать.
Древо навыков можно просматривать в убежище, куда героина также попадает после смерти. В игре также можно находить амулеты, которые могут как улучшить, так и ухудшить имеющиеся навыки. Уничтожив мини-боссов, Эш получает «осколки Древних», наделяющие героиню скрытыми способностями. Тем не менее осколки, хоть и наделяют дополнительными преимуществами, но и забирают человечность у героини, она также может уничтожать осколки. Это повлияет на концовку в игре.
После выпуска Sundered, разработчики выпустили к игре несколько обновлений, одно из которых добавляет новые области для исследования и головоломки. Также в игру был добавлен многопользовательский кооперативный режим с участием до четырёх игроков.

### Сюжет
Игра начинается с того момента, когда главная героиня Эш путешествует по пустыне, внезапно её затягивает под землю некая злая сущность, представленная как Сверкающий Трапецоэдр, которая обещает освободить Эш, если та выполнит его поручения. Героиня попадает в скрытый мир, полный загадок и опасностей. Сущность передаёт героини часть своей силы, чтобы та могла исследовать подземный мир и сражаться с врагами. Каждый раз когда героиня оказывается на грани смерти, Трапецоэдр «поглощает» её, излечивает и возвращает в храм (игровую базу).
После победы над очередным боссом, Эш может приобретать скрытую силу от осколков «древних», к чему склоняет её Трапецоэдр, однако взамен на новые «демонические» силы, героиня теряет свою человечность. Это играет ключевую роль в игре и зависит от того, c кем Эш будет сражаться в конце. Оказывается, что Трапецоэдр — это Ньярлатотеп, он использовал героиню, чтобы вернуть осколки своей силы и вырваться на свободу, чтобы поработить Землю. Если героиня приобрела все силы из осколков, то она становится сосудом для злого божества, которое также через портал высвобождает свой легион монстров. Если Эш уничтожала все осколки, то Ньярлатотеп явится в виде финального босса, победив его, Эш останется запертой в скрытом мире навсегда. Если Эш приобрела силу не всех осколков, она также должна сразиться с Ньярлатотепом и после победы, откроется портал во внешний мир, героиня выбирается, но сохраняет силу Ньярлатотепа и слышит его голос, с ужасом осознавая о возможных последствиях.

## Разработка
Разработкой игры занималась независимая студия Thunder Lotus Games, известная за создание и выпуск игры Jotun. Разработкой руководил Джо-Энни Готье, арт-Директором выступил Уилл Дюбе.
Все анимации в мультфильме были прорисованы вручную. Как и в Jotun, работая над художественным стилем в Sundered, разработчики вдохновлялись старыми мультфильмами из 80-х и 90-х годов, такими как например «Навсикая из Долины Ветров» или проектами Дона Блута, особенно «Секретом крыс». Готье заметил, что такая анимация вызывает у него чувство ностальгии, которое он хочет переносить в игры. Игра должна поражать игрока своими красивыми и странными пейзажами, в том числе и красивой анимацией. Окружающее пространство, так и враги призваны передать чувство предвкушения и желание больше исследовать таинственный мир, представленный в игре. Сама история и эстетика отличается большей мрачностью, чем в Jotun и отсылает к произведениям Лавкрафта. Разработка игры началась с идеи совместить лучшие идеи из Jotun в метроидвании, вдохновлённой ужасами Лавкрафта. В игру был введён моральный выбор, давая выбор приобретать дополнительные способности, но превращая постепенно героиню в монстра, против которых она борется. Это повлияет на концовку в игре. Эш олицетворяет надежду человечества. Игрок решает, останется ли она такой, или поддастся порче окружающего её мира.
С точки зрения игрового процесса, Sundered — это классическая метроидвания с исследованием двухмерной карты и упором на рукопашные бои. Работая над движениями героини, разработчики хотели, чтобы она чувствовалась «быстрой, ловкой и сильной». В игру была введена нестандартная кривая сложности. В частности в начале игра чрезвычайно сложная, натравливая на слабую героиню полчищу врагов. Смерть в игре — не наказание, а средство для улучшения персонажа. Игрок постепенно улучшает характеристики героини и бои становятся всё увлекательнее и разнообразнее. Готье заметил, что «как только игрок освоится, он получит истинное удовольствие от игры».
Особый акцент сделан на реиграбельности, позволяя игроку постоянно улучшать характеристики игрового персонажа, чтобы всё успешнее противостоять ордам врагов. Само появление вражеских NPC случайно и зависит от рядов факторов, как это сделано в Left 4 Dead. Для улучшения реиграбельности также была введена частичная процедурная генерация уровней. Всё это обеспечивает непредсказуемость в прохождении. Разработчики назвали это необычным элементом для метроидвании, сравнивая эту механику с той, что была в игре Diablo 2. В обеих играх внешность уровней меняется, но их общая структура остаётся неизменной.
Разработка игры финансировалась через пожертвования на Kickstarter, разработчики приобрели фанатскую аудиторию после выхода Jotun и при разработке старались учитывать основные пожелания игроков. Фанатов также приглашали на закрытое бета тестирование игры. Студия заключила сделку с Sony на эксклюзивный выпуск консольной версии в обмен на дополнительное финансирование. Позже разработчикам позволялось выпускать версии для других приставок. Работа над портами велась в 2018 году. Разработчики заметили, что ещё в 2015 году пытались сотрудничать с Nintendo, но не понимали их корпоративные приоритеты, в частности компания требовала в обмен выпустить консольную версию эксклюзивно в Nintendo eShop, но тогда, в преддверии выхода Nintendo Switch не было известно, насколько успешным станет этот рынок

## Анонс и выход
Sundered была анонсирована в сентябре 2016 году, тогда же был показан трейлер игры. Разработчики позиционировали свой проект, как нелинейную метроидванию с «бесконечной реиграбельностью». Игровой процесс был показан на PlayStation Experience 2016. На выставке E3 2017 был продемонстрирован один из игровых боссов. Игра планировалась к выпуску в 2017 году на платформах Windows, Mac и Linux (в магазинах Steam, Humble, GOG без DRM), а также на PlayStation 4, но уже тогда разработчики заметили, что готовы выпустить игру на дополнительные и ещё не вышедшие приставки в зависимости от продаж. Игровой процесс демонстрировался не мероприятии PAX East 2017.
В начале декабря был анонсирован выход игры для Nintendo Switch с возможностью предварительного заказа
21 декабря 2018 года состоялся выход издания Sundered: Eldritch Edition для Nintendo Switch и Xbox One с встроенным онлайн режимом. Также Eldritch Edition могли приобрести в виде бесплатного обновления владельцы копий для PS4 и Windows/Mac/Linux.

## Музыка
Музыкальное сопровождение к игре написал Максим Лакост-Лебюи или Max LL, прежде он работал над музыкой к Jotun от тех же разработчиков. Мелодии были записаны с участием столичного оркестра Большого Монреаля и выдержаны в стиле эпичной кинематографической фантастической музыки. Композитор придерживается философии того, что музыка призвана усиливать эмоциональный настрой в игре, на не выступать дополнением. Качественная музыка играет немаловажную роль в эмоциональном притяжении игры. Музыка в игре наполнена атмосферной и мрачной эстетикой, отражает идею выживания главной героини и борьбы за собственный рассудок. Некоторые треки отражают тему исследования, другие — битвы с устрашающими монстрами. Одноимённый саундтрек к игре был выпущен 28 июля 2017 года.
| - 1. Madness — 02:25 - 2. Desert — 01:20 - 3. A Ruined World — 02:49 - 4. Aftermath — 05:44 - 5. Dominion — 02:38 - 6. Outskirts — 03:35 - 7. Sanctuary — 02:20 | - 8. In the Dark — 03:39 - 9. Corruption — 00:37 - 10. Hysteria — 03:05 - 11. Eschatons — 03:36 - 12. Splice — 03:26 - 13. Sundered — 03:22 - 14. Dehumanization — 02:26 - 15. Eshe — 04:05 |

## Отзывы критиков
| Сводный рейтинг       | Сводный рейтинг                   |
| Агрегатор             | Оценка                            |
| --------------------- | --------------------------------- |
| GameRankings          | - PC: 74,25 % - PS4: 71,50 %      |
| Metacritic            | PC: 74/100 PS4: 70/100 NS: 76/100 |
| Иноязычные издания    |                                   |
| Издание               | Оценка                            |
| DualShockers          | 9,5/10                            |
| Eurogamer Italy       | 9/10                              |
| IGN Spain             | 8/10                              |
| Game Informer         | 7,75                              |
| Destructoid           | 6/10                              |
| Metro GameCentral     | 6/10                              |
| GameCritics           | 2,5/10                            |
| Русскоязычные издания |                                   |
| Издание               | Оценка                            |
| PlayGround.ru         | 5/10                              |
| StopGame.ru           | Похвально                         |

Игровые критики в целом оставили смешанные отзывы об игре, средняя оценка на агрегаторе Metacritic варьируется между 70 и 76 баллами на разных платформах.
Представитель сайта DualShokers назвал Sundered хаотичной, прекрасной и освежающей формулу метроидванией. По мнению критика сайта GameSpot, Sundered с первого взгляда кажется одной из многих попыток воссоздать классическую форму двухмерной метроидвании, но ей удалось стать лучше, предлагая удивительный и освежающий опыт. «Это напряженное и атмосферное приключение, наполненное исследованиями и боевой системой, столь же насыщенной, сколь и яркой». Рецензент Destructoid назвал игру попыткой сочетания исследования, основанного на навыках, с процедурной генерацией roguelike, однако в целом он дал сдержанную оценку игре, назвав Sundered визуально шикарной игрой, но с несбалансированным игровым процессом, способным вызвать у игрока апатию. Критик PlayGround оставил разгромный отзыв, сравнив Sundered с ранним билдом, стильным но безобразным, с самым скучным экшеном на свете.
Критики хвалили игру за её задние фоны, визуальный стиль. Представитель PlayGroud оценил то, как всё в игре аккуратно и тщательно прорисовано. Критик StopGame назвал картинку в игре «гениальной», обрамлённой атмосферной музыкой. Монструозным боссам позавидовали бы создатели Silent Hill. Как и в Jotun или The Banner Saga, сцены в игре построены на насыщенной цветовой гамме и вниманию к деталям, контрасте между маленькой героиней и величественными фигурами боссов. Критик Dual Shockers признался, что не хотел быстро проходить игру, так как не выдерживал перед соблазном изучить дизайн врагов, который напоминал ему сцены из мультфильмов детства.
Часть критиков хвалили отзывчивое управление и боевую систему, в частности обилие способностей для героини, позволяя разными способами атаковать врагов и отбиваться. Представитель GameSpot оценил возможность создавать множество разных комбинированных атак в бою. Критик Stop Game наоборот счёл боевую систему примитивной, считая что игрок быстро привыкнет к ней и сочтёт утомительной хотя Боссы требуют индивидуального подхода.
Обозреватели отмечали крайне высокий уровень сложности на протяжении всего прохождения. Игра постоянно на всех уровнях кидает против героини вражеских персонажей, буквально обескураживая игрока и не позволяя ему расслабляться. Часть критиков оценила столь явный уровень сложности. Представитель Stop Game заметил, что игру определённо оценят любители атмосферного хардкора, но от этой игры не стоит ждать большого разнообразия. Критик GameSpot заметил, что достаточно прокачав персонажа, начал успешнее отбиваться от атак и игровой процесс уже доставлял больше удовольствия. Часть критиков назвала этот аспект в игре её самой худшей частью, указывая на то, что игра никак не вознаграждает за победу над врагами, кидая бесконечно в игрока новых и новых NPC. При всём уровне сложности, в Sundered нет вызова, веселья, вознаграждения, это превращается в непосильную ношу для игрока.
Игровой процесс, заточенный на бесконечное отбивание от атак от врагов и перепрохождение с начальной точки в попытке продвинуться как можно дальше обнажает второй важный недостаток — дизайн уровней. Игровые локации отличаются своим однообразием, недостатком игрового материала и головоломок. Критики указывали на слишком однообразную процедурную генерацию, а также то, что иногда сгенерированные уровни имеют слишком неудобное для боя окружение, превращаясь в ловушки. Те, кто любит исследовать мир и решать загадки будут разочарованы. В этом плане игра значительно уступает Ori and the Blind Forest, и Child of Light. Критики также указывали на скудную историю, учитывая то, что Sundered настолько вовлекает игрока сражения, что у него не остаётся времени на изучение внутриигрового лора. Критик PlayGround упрекнул Sundered за крайне плохо прописанного персонажа «просто имя нацепили, гендер определили, внешность описали — и хватит».